# 276 TCN
276 TCN là một năm trong lịch La Mã.